# SPAD S.XVII
Lo SPAD S.XVII, citato anche come SPAD 17, fu un aereo da caccia monomotore, biposto e biplano, sviluppato dall'azienda aeronautica francese Sociéte Pour l'Aviation et ses Dérivés nei tardi anni dieci del XX secolo.
Sviluppo del precedente SPAD S.XIII, del quale era essenzialmente una versione irrobustita e motorizzata con una versione più potente del motore V8 Hispano-Suiza, venne realizzato in piccola serie e utilizzato dall'Aéronautique Militaire, componente aerea dell'Armée de terre (esercito francese) durante le fasi finali della prima guerra mondiale.

## Storia del progetto
Nell'ambito del programma di fornitura di nuovi e sempre più efficienti modelli di aereo militare da fornire all'aeronautica militare nazionale durante la grande guerra, nei tardi anni dieci la SPAD avviò lo sviluppo di un nuovo caccia basato sull'esperienza acquisita con il già eccellente SPAD S.XIII.
L'ufficio tecnico dell'azienda, diretto da Louis Béchereau e con la contribuzione di André Herbemont, al fine di aumentare ulteriormente le prestazioni del velivolo, decise di abbinare il nuovo motore Hispano-Suiza 8F da 300 hp (224 kW) ad una cellula adeguatamente rinforzata dell'S.XIII, intervenendo sia sulla fusoliera che sulla velatura.
La prima, la cui struttura era rinforzata grazie all'aumento del numero di longheroni rispetto al modello precedente, divenne più ingombrante grazie anche alla cofanatura del motore maggiorata, nonché interamente carenata al fine di compensare l'aumentata superficie frontale. La seconda vide un notevole intervento di rinforzo su entrambi i piani alari il cui inferiore era ulteriormente rinforzato da tiranti in cavetto d'acciaio supplementari collegati al carrello d'atterraggio.
Funse da prototipo una cellula dell'S.XIII portata in volo equipaggiata con la nuova motorizzazione nel novembre 1917, esemplare che venne tuttavia perso per incidente durante il programma di test che ne seguì. Ciò nonostante, le indicazioni acquisite suggerirono di avviarne comunque la produzione in serie, che si attestò sui 20 esemplari costruiti prima del termine del conflitto. Tuttavia oramai le sorti erano avverse alle forze armate degli imperi centrali e, anche per le prestazioni non nettamente superiori agli S.XIII, con il termine della guerra venne meno l'esigenza di dotarsi di ulteriori esemplari.

## Impiego operativo
Gli esemplari iniziarono ad essere consegnati ai reparti da caccia nell'Aéronautique Militaire nel giugno 1918, assegnati anche al Groupe de Combat 12 (GC 12) "Les Cigognes" che lo testarono in ambito operativo, tuttavia non si riscontrarono che lievi vantaggi rispetto agli S.XIII in linea. Con la fine delle ostilità rimase in servizio fino alla sua sostituzione con il Nieuport-Delage NiD 29 che divenne il caccia standard dell'aeronautica francese durante il decennio successivo.
Diversa fonte sulla biografia dell'asso tedesco Oliver von Beaulieu-Marconnay, indica la sua venticinquesima e ultima vittoria, datata 10 ottobre 1918, uno SPAD S.XVII "probabilmente americano" abbattuto su Landres, il che, fosse confermata, ne attesterebbe l'utilizzo anche da parte della American Expeditionary Forces (AEF), spedizione militare statunitense che affiancò gli Stati della Triplice intesa durante il conflitto.
In Italia dal 1918 volavano gli esemplari della Escadrille N 92 i - N 392 - N 561 per la difesa di Venezia.

## Utilizzatori
Francia
- Aéronautique Militaire